# Gerhard Braun (Musiker)
Gerhard Braun (* 27. Februar 1932 in Heidenheim an der Brenz; † 14. Februar 2016 in Stuttgart) war ein deutscher Flötist und Hochschullehrer.

## Leben und Wirken
Gerhard Braun studierte im Hauptfach Flöte an der Musikhochschule Stuttgart. Er erhielt Kompositionsunterricht bei Konrad Lechner in Darmstadt und war zugleich Leiter mehrerer Kammermusikensembles. Als Flötist wurde Braun in den 1960er und 1970er Jahren insbesondere durch eine Reihe von Uraufführungen avantgardistischer Flötenmusik bekannt. Dabei hatte Braun führenden Anteil an der Erweiterung spieltechnischer Möglichkeiten der verschiedensten Flöten. Internationale Konzerte, Rundfunk- und Fernsehaufnahmen folgten. 1971 erhielt Braun einen Ruf als Hochschullehrer für Querflöte und Blockflöte an die Musikhochschule Karlsruhe. Seine Emeritierung als Professor erfolgte 1995. Danach lebte Braun in Stuttgart.
Braun war Gründungsmitglied und Präsident der ERTA e. V. (European Recorder Teachers Association) bis 1997.
Braun war außerdem Mitherausgeber des Bläsermagazins Tibia. Er veröffentlichte zahlreiche Werke und wissenschaftliche Aufsätze zu Interpretationsfragen (insbesondere moderner Flötenmusik). Zugleich trat er als Autor und Herausgeber von Schulwerken für Flöte (Quer- und Blockflöte) hervor. Braun wurde auch bekannt als Herausgeber mehrerer Reihen mit alter und neuer Flötenmusik.

## Kompositionen (Auswahl)
- Fünf Miniaturen, 1969, für Sopran-Blockflöte, Klavier und Schlagwerk
- Schattenbilder, 1980
- Triptychon, 1983, für Blockflöte und Schlagzeug
- Gärten der Nacht, 1983, Vier Canzonen für Sopran, Blockflöte und Klavier
- Atembogen, 1987, Monologe für einen Blockflötenspieler und kleines Tam-Tam
- Klangsplitter, 1985/1986, für Blockflötenquartett
- Klanglandschaften mit Windmaschinen, 2008, geschrieben für das Flötenensemble "Pfeiffwerck" unter der Leitung von Beate Heutjer

## Auszeichnungen
- 1995: Verleihung des Händel-Preises
- 2002: Deutscher Musikeditionspreis (für das Flöten-Schulwerk)